# Fraga (Oínes)
Fraga (en gallego y oficialmente, A Fraga) es una aldea española situada en la parroquia de Oínes, del municipio de Arzúa, en la provincia de La Coruña, Galicia.

## Demografía
| Gráfica de evolución demográfica de Fraga entre 2000 y 2018 |
|                                                             |
| Datos según el nomenclátor publicado por el INE.            |